# ウィリアム・マーティンズ
William Osborne Mehrtens（ ウィリアム・マーティンズ、1905年1月24日 - 1980年7月16日）はアメリカの弁護士、裁判官。 
1905年にサバンナ (ジョージア州)で生まれた。1932年にUniversity of Florida College of Lawで法学士号を取得した。
1933年から1965年までマイアミで法務に就き、第二次世界大戦中の1942年から1945年まで海軍少佐として、予備役に就いた。
1965年8月20日にアメリカ合衆国大統領リンドン・ジョンソンにより、エメット・クレイ・チョートの後任として、フロリダ州南部地区連邦地方裁判所に任命された。1965年8月31日、アメリカ合衆国上院の承認を得て、翌日許可証を受け取った。
1975年9月15日にSenior statusとなり、1980年に亡くなるまで裁判所に残っていた。